# Interlingua
Interlingua, též interlingva, je umělý mezinárodní jazyk, založený volně na románských jazycích, zejména latině (do jisté míry jde o zjednodušenou latinu), publikovaný (ve své definitivní verzi) v roce 1951 Mezinárodní asociací pro pomocný jazyk.

## Historie
Za původce jazyka je možno považovat Mezinárodní asociaci pro pomocný jazyk, která na podobném projektu pracovala od svého založení v roce 1923.
V průběhu vývinu jazyka bylo navrženo mnoho variant, většinou to měly být revize dosavadních umělých jazyků, například esperanta, ida či occidentalu, dělila se také různá pojetí. Nakonec byl navržen zcela nový umělý jazyk, byť esperantu velmi podobný.
Interlingua je v dnešní době málo používaná, existuje Union mundial pro interlingua (Světová unie pro interlingvu) a také Societate American pro interlingua (Americká společnost pro interlinguu), vychází také časopis Panorama In Interlingua a existuje také verze Wikipedie v tomto jazyce. Popularizátorem Interlingvy v Československu byl Július Tomin (1915–2003), otec filosofa a disidenta Júlia Tomina (*1938).

## Povaha jazyka

### Slovní zásoba
Slovní zásoba interlinguy je odvozena převážně z románských jazyků, konkrétně z latiny, francouzštiny, italštiny a španělštiny, část slovní zásoby je také převzata z angličtiny, němčiny a ruštiny.

### Gramatika
Gramatika interlinguy je odvozena z románských jazyků.
Interlingua má určitý (le) i neurčitý (un) člen. Jejich použití je stejné jako v angličtině.
Podstatná jména se neskloňují a neliší se rodem, mají pouze plurál, který se tvoří koncovkou -s (respektive -es, pokud slovo končí souhláskou).
Přídavná jména i příslovce se stupňují stejně jako ve francouzštině, komparativ se tvoří pomocí příslovce plus (bez členu), superlativ pomocí le plus.
Osobní zájmena mají čtyři pády, nominativ, objektiv, reflexiv a genitiv.
Existují tři třídy sloves, které se liší podobně jako ve španělštině koncovkou infinitivu -ar, -er a -ir. Každá má jiné časování.
Slovosled interlinguy je podmět - přísudek - předmět.

## Příklady

### Číslovky
| Interlingua | Česky |
| un          | jeden |
| duo         | dva   |
| tres        | tři   |
| quatro      | čtyři |
| cinque      | pět   |
| sex         | šest  |
| septe       | sedm  |
| octo        | osm   |
| nove        | devět |
| dece        | deset |

## Vzorový text
Nostre Patre (Otčenáš)
Nostre Patre, qui es in le celos, 

que tu nomine sia sanctificate; 

que tu regno veni; 

que tu voluntate sia facite 

super le terra como etiam in le celo. 

Da nos hodie nostre pan quotidian, 

e pardona a nos nostre debitas 

como nos pardona a nostre debitores, 

e non duce nos in tentation, 

sed libera nos del mal.

### Všeobecná deklarace lidských práv
| interlingua | Tote le esseres human nasce libere e equal in dignitate e in derectos. Illes es dotate de ration e de conscientia e debe ager le unes verso le alteres in un spirito de fraternitate. |
| česky       | Všichni lidé se rodí svobodní a sobě rovní co do důstojnosti a práv. Jsou nadáni rozumem a svědomím a mají spolu jednat v duchu bratrství.                                            |